# Beata Łopaciuk-Gonczaryk
Beata Agnieszka Łopaciuk-Gonczaryk – polska ekonomistka, doktor habilitowany nauk społecznych, profesor na Uniwersytecie Warszawskim.

## Kariera naukowa
W 2001 roku na Uniwersytecie Warszawskim uzyskała tytuł magistra ekonomii. W 2009 roku na Wydziale Nauk Ekonomicznych tej samej uczelni uzyskała stopień doktora nauk ekonomicznych na podstawie rozprawy pt. Kapitał społeczny korporacji, której promotorem był Jerzy Wilkin. W 2010 roku została zatrudniona na tejże uczelni, a w 2020 roku uzyskała na niej stopień doktora habilitowanego nauk społecznych na podstawie pracy pt. Kapitał społeczny jednostki i zbiorowości – różnice i współzależności w świetle danych empirycznych dla Polski. Perspektywa ekonomiczna - cykl publikacji powiązanych tematycznie. W 2021 roku pracowała w Ośrodku Przetwarzania Informacji – Państwowym Instytucie Badawczym.